# Laptambif
Laptambif (Long-tongue-buff), jedna od nekadašnjih bandi pravih Calapooya Indijanaca iz Oregona, porodica Kalapooian. Ross ih u svojim  'Adventures..., 236, 1849'  naziva Long-tongue buff, a Gatschet (1877) kao Laptambif. Njihovi ostaci zacijelo su završili na rezervatu Grande Ronde gdje im se izgubio trag među ostalim Calapooyama i drugim plemenima.

## Vanjske poveznice
- Kalapooian Indian Tribe History